# Handan

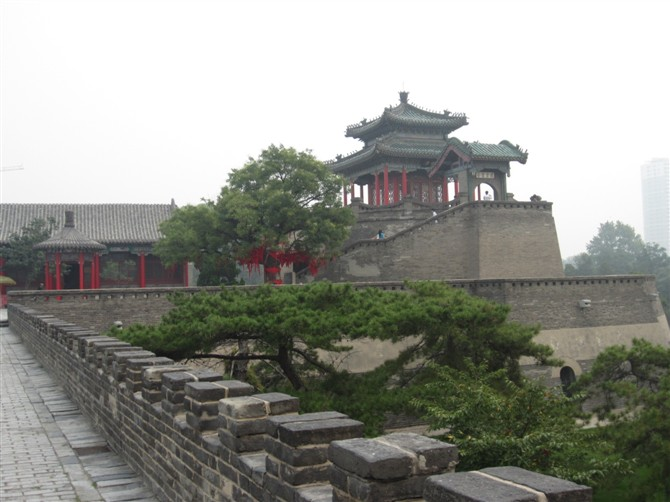
Tempel im Congtai-Distrikt

Handan (chinesisch 邯鄲市 / 邯郸市, Pinyin Hándān shì) ist eine chinesische bezirksfreie Stadt im Süden der Provinz Hebei. Handan hat insgesamt 9.413.990 Einwohner (Stand: Zensus 2020), davon leben 919.295 (Stand: Zensus 2010) in der städtischen Siedlung. Während der Zeit der Streitenden Reiche im 4. und 3. Jahrhundert v. Chr. war sie Hauptstadt des Reiches Zhao (趙). In der Stadt gibt es eine Stahlindustrie, die vom nahegelegenen Steinkohlenbergbau begünstigt wird. Das Montanunternehmen Handan Iron and Steel hat seinen Firmensitz in Handan.
Handan ist Bischofs-Sitz des römisch-katholischen Bistums Taming.

## Geographie und administrative Gliederung
Das Verwaltungsgebiet der Stadt Handan hat eine Fläche von 12.052 km², davon 450 km² inneres Stadtgebiet. Die Stadt setzt sich aus sechs Stadtbezirken, elf Kreisen und einer kreisfreien Stadt zusammen (Stand: Zensus 2010):
- Stadtbezirk Congtai (丛台区/叢台區), 405 km², 759.077 Einwohner (2010);
- Stadtbezirk Hanshan (邯山区/邯山區), 224 km², 526.794 Einwohner (2010);
- Stadtbezirk Fuxing (复兴区/復興區), 143 km², 252.057 Einwohner (2010);
- Stadtbezirk Feixiang (肥乡区/肥鄉區), 501 km², 351.690 Einwohner (2010);
- Stadtbezirk Fengfeng Kuang (峰峰矿区/峰峰礦區), 328 km², 503.911 Einwohner (2010);
- Stadtbezirk Yongnian (永年区/永年區), 752 km², 809.446 Einwohner (2010);
- Kreis Linzhang (临漳县/臨漳縣), 748 km², 600.600 Einwohner (2010);
- Kreis Cheng’an (成安县/成安縣), 479 km², 377.398 Einwohner (2010);
- Kreis Daming (大名县/大名縣), 1.055 km², 767.035 Einwohner (2010);
- Kreis She (涉县/涉縣), 1.498 km², 413.057 Einwohner (2010);
- Kreis Ci (磁县/磁縣), 1.023 km², 677.884 Einwohner (2010);
- Kreis Qiu (邱县/邱縣), 444 km², 227.578 Einwohner (2010);
- Kreis Jize (鸡泽县/雞澤縣), 337 km², 274.328 Einwohner (2010);
- Kreis Guangping (广平县/廣平縣), 321 km², 268.993 Einwohner (2010);
- Kreis Guantao (馆陶县/館陶縣), 450 km², 309.032 Einwohner (2010);
- Kreis Wei (魏县/魏縣), 864 km², 809.193 Einwohner (2010);
- Kreis Quzhou (曲周县/曲周縣), 676 km², 427.610 Einwohner (2010);
- Stadt Wu’an (武安市/武安市), 1.803 km², 819.000 Einwohner (2010).

## Hauptstadt des alten Staates Zhao
Die Stätte der Hauptstadt Handan des Staates Zhao (Zhao Handan gucheng 赵邯郸故城) aus der Zeit der Streitenden Reiche steht seit 1961 auf der Liste der Denkmäler der Volksrepublik China (1-149).

## Sprichwort
Ein bekanntes Sprichwort lautet: 學步邯鄲 / 学步邯郸,  xuébù hándān. Übersetzt heißt es so viel wie „den Handan-Gang lernen“ oder „in Handan laufen lernen“. Es nimmt Bezug auf eine Erzählung aus dem Qiu Shui (秋水) von Zhuangzi († 290 v. Chr.). Die Erzählung lautet wie folgt: 
Während der Zeit der Streitenden Reiche standen die Bewohner von Handan, der Hauptstadt des Reiches Zhao, im Ruf, eine besonders elegante Erscheinung abzugeben. Ein junger Mann aus dem nördlichen Reich Yan war davon so beeindruckt, dass er nach Handan reiste und sich alle Mühe gab, die Gangart der Stadtbewohner nachzuahmen und erlernen. Dies gelang ihm jedoch trotz aller Mühen nicht. Stattdessen verlernte er völlig das normale Gehen und musste schließlich, nachdem ihm das Geld ausgegangen war, wieder auf allen Vieren den Heimweg antreten.
Es ist eine Metapher dafür, dass man, wenn man andere blind nachahmt, nicht deren Stärken erlangt, sondern die eigenen Stärken und Fähigkeiten verliert.

## Persönlichkeiten
- Sun Qingmei (* 1966), Fußballspielerin

## Städtepartnerschaften
- Krywyj Rih, Ukraine